# Commande (nouvelle)
Pour les articles homonymes, voir Commande.
Commande est une nouvelle d’Anton Tchekhov, parue en 1886.

## Historique
Commande est initialement publiée dans la revue russe Le Journal de Pétersbourg, numéro 337, du 8 décembre 1886 sous le pseudonyme A.Tchekhonte. Aussi traduit en français sous le titre Une commande.

## Résumé
Paul Sergueitch écrit des nouvelles pour les journaux. Il doit remettre ce soir un conte « bien horrible et bien impressionnant » à un hebdomadaire.
Il commence à relater un meurtre sordide, mais dans la pièce voisine, sa femme chante et une amie l’accompagne au piano. Il pose la plume pour chanter avec ces dames, puis replonge dans son meurtre pour décrire le procès de l'assassin. Il écoute de nouveau les chants, puis se fait violence pour raconter l’évasion du meurtrier, son arrestation et son suicide.
Sa femme vient l’interrompre : elle voudrait aller à la campagne avec son amie et demande à Paul de les accompagner. Oui, répond-il, allez vous préparer. Il profite du répit pour rajouter une scène où la mère de la victime ne retrouve pas la tombe de son fils au cimetière.
Sa femme s'impatiente. Paul déchire son manuscrit. La commande ne sera pas honorée. 

## Édition française
- Une commande, traduit par Edouard Parayre, Les Éditeurs français réunis, 1958.